# Oddział Zamknięty
Oddział Zamknięty – polski zespół rockowy, założony w listopadzie 1979 w Warszawie. Grupa zyskała ogromną popularność w Polsce w latach 80. XX w., znana jest z takich utworów jak: „Ten wasz świat”, „Party”, „Obudź się”, „Andzia i ja” czy „Gdyby nie ty”.  
Skład zespołu wielokrotnie zmieniał się. Jedyną osobą, która występuje w nim przez cały okres działalności jest Wojciech Łuczaj-Pogorzelski (lider, gitarzysta i kompozytor znacznej większości utworów zespołu). 

## Historia

### Wczesne lata (1979–1981)
Grupa powstała w wyniku przekształcenia zespołu występującego na studniówkach, założonego przez wokalistę Krzysztofa Jaryczewskiego i perkusistę Jarosława Szlagowskiego. Zespół ten powstał tuż po rozpadzie blues-rockowej kapeli Tani Hotel, w którym Jaryczewski i Szlagowski grali jako sekcja rytmiczna. Do muzyków dołączył gitarzysta Wojciech Łuczaj-Pogorzelski, który następnie przyprowadził na wspólną próbę basistę Pawła Mścisławskiego wcielając go tym samym do zespołu. Pierwsze próby grupy miały miejsce jesienią 1979, odbywały się w warszawskiej kawalerce należącej do znajomego muzyków. Następnie, zespół przeniósł się do Domu Kultury na warszawskim Mokotowie, gdzie wiosną 1980 zadebiutował jako Oddział Zamknięty w składzie: Krzysztof Jaryczewski (śpiew, gitara), Wojciech Łuczaj-Pogorzelski (gitara), Paweł Mścisławski (gitara basowa) i Jarosław Szlagowski (perkusja).
Wraz z początkiem 1981, zespół na kilka miesięcy zawiesił działalność z powodu problemów Krzysztofa Jaryczewskiego z nadużywaniem alkoholu. Muzycy rozpoczęli współpracę z wokalistą Piotrem „Pastorem” Buldeskim tworząc blues rockowy zespół o nazwie Pastor Gang. W czerwcu 1981 grupa zaprezentowała swój repertuar podczas KFPP w Opolu. W ramach festiwalu wystąpiła dwukrotnie – w trakcie koncertu Rock w Opolu wykonała utwory „Gdy za oknem mróz” i „Do nieba wracać czas”, a w konkursie Interpretacje piosenkę „Korowód” z repertuaru Marka Grechuty oraz kompozycję „Nuda-Zdrój”. Okazjonalnie Krzysztof Jaryczewski wspierał zespół w roli drugiego gitarzysty. 
Latem 1981 zespół Pastor Gang zakończył swoją działalność, a Oddział Zamknięty powrócił do stałej aktywności. Grupa wzięła udział w Ogólnopolskim Przeglądzie Zespołów Nowej Fali w Kołobrzegu. Wczesną jesienią 1981 Jaryczewski w celu uniknięcia zasadniczej służby wojskowej upozorował próbę samobójczą, efektem czego był pobyt w zakładzie zamkniętym do listopada 1981. W listopadzie zespół wziął udział w festiwalu Jesień z Bluesem w Białymstoku.

### Rozwój kariery i szczyt popularności (1982–1984)

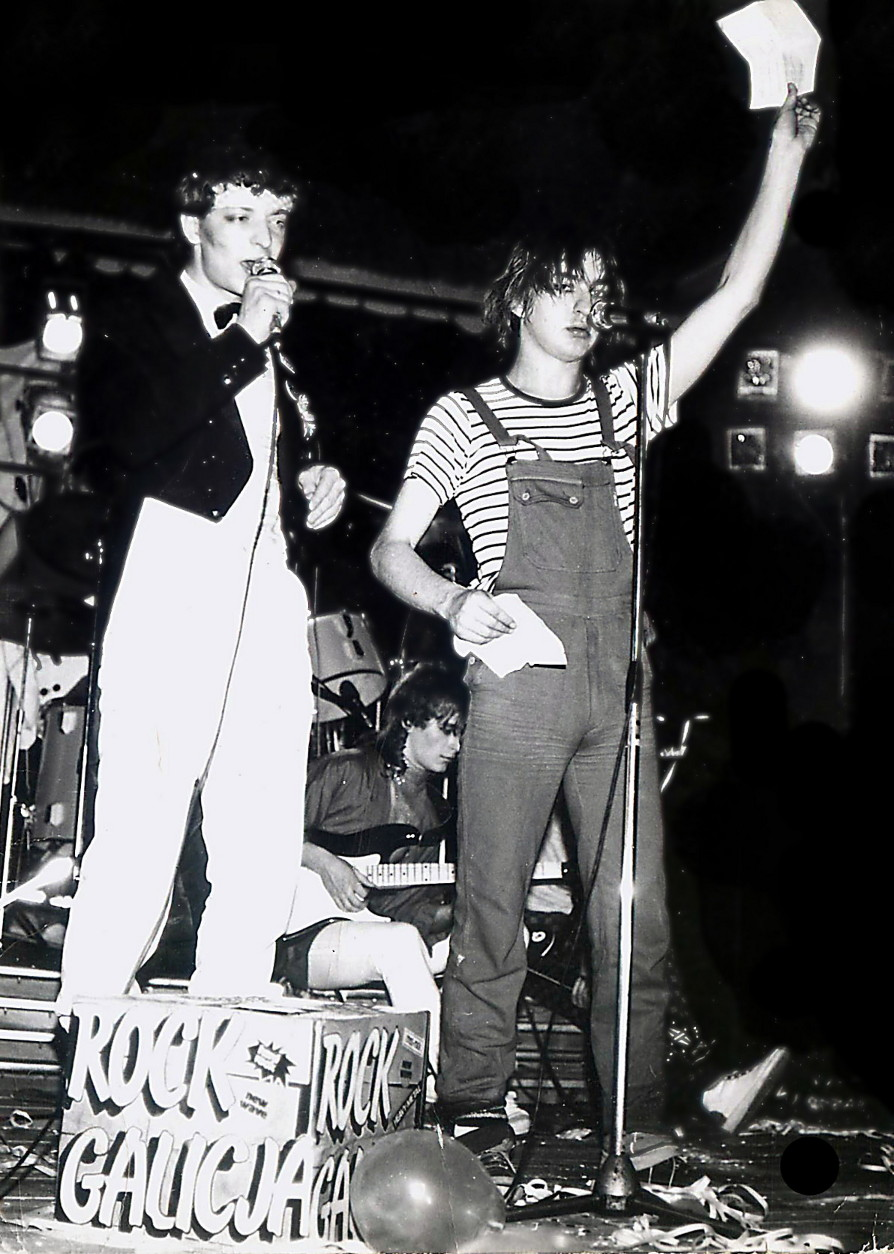
Na scenie Rock Galicji. Tomasz Paulukiewicz zapowiada koncert zespołu. Przy mikrofonie stojącym, Krzysztof Jaryczewski

Jednymi z pierwszych nagrań, których zespół dokonał, były nagrania demo zrealizowane przez warszawską grupę studentów przy ul. Okólnik w Warszawie w marcu 1982. Następnie, podczas pracy w profesjonalnym studio nagrań zarejestrował takie utwory jak: „Ten wasz świat”, „Ich marzenia” oraz „Obudź się”, które zostały umieszczone na pierwszej płycie długogrającej zespołu. W trakcie drugiej sesji nagraniowej do debiutanckiego albumu, do zespołu dołączył gitarzysta Włodzimierz Kania, biorąc udział m.in. w nagraniu utworu „Odmienić los”. Przed dołączeniem Włodzimierza Kani do zespołu, z grupą przez krótki okres koncertował gitarzysta Jacek Tomaszewski. Od tamtej pory Jaryczewski zaczął pełnić jedynie rolę wokalisty.
W 1982 zespół przez krótki czas współpracował z gościnnie występującą na koncertach Martyną Jakubowicz. Podczas Rock Bloku w warszawskiej Hali Gwardii muzycy zespołu towarzyszyli Tadeuszowi Nalepie. Tego samego roku Szlagowski i Mścisławski zdecydowali się opuścić grupę odchodząc do Lady Pank. Na ich miejscu pojawili się nowi muzycy – Zbigniew Wypych (gitara basowa) i Robert Szambelan (perkusja), z którymi zespół wystąpił na Festiwalu Muzyki Rockowej – Rockowisko '82. W tym składzie nagrali dwa utwory – „Świat rad” i „Kto tu mierzy czas”, które ukazały się w formie singla nakładem wytwórni Tonpress.
W 1983 zespół z pomocą Andrzeja Szpilmana nagrał utwory „Jestem zły” i „Andzia i ja”. Obie kompozycje zostały wydane na singlu nakładem wydawnictwa Polskie Nagrania „Muza”. Przed nagraniem singla skład zespołu uległ kolejnej zmianie – perkusistą grupy został Michał Coganianu, a rolę basisty przejął Marcin Ciempiel. Wraz z nagraniem utworów, muzycy zakończyli pracę nad debiutanckim albumem. Znak „OZ” widniejący na okładce albumu i po dziś dzień będący logotypem zespołu został zaprojektowany przez Marka Kościkiewicza (późniejszego założyciela zespołu De Mono i firmy fonograficznej Zic Zac).
Na skutek rosnącej popularności zespołu, grupa dostała propozycję zagrania w dwóch filmach: To tylko rock (reż. Pawła Karpińskiego) i Miłość z listy przebojów (reż. Marka Nowickiego). W ramach tego drugiego, grupa wykonała cover utworu „2-4-6-8 Motorway” z repertuaru grupy Tom Robinson Band, do którego Jaryczewski napisał polskojęzyczny tekst – „Oddział”. W tym samym czasie częste „zadymy” w hotelach i na koncertach wyrobiły im opinię „złych chłopców”. 29 lutego 1984 podczas podpisywania pierwszej płyty w salonie Polskich Nagrań został zablokowany ruch na ulicy Nowy Świat, a szyby budynku zostały powybijane. Nie obyło się bez interwencji milicji, zespół zaś musiał uciekać tylnym wyjściem.
W 1984 z zespołu odszedł Włodzimierz Kania, a zastąpił go Krzysztof Zawadka. Zespół nagrał płytę Reda by Night, na której oprócz piosenek umieścił dwa utwory instrumentalne. Na listach przebojów Trójki ulokowały się nowe przeboje: „To tylko pech”, „Bobby X” oraz „Horror”. 21 i 22 czerwca zespół wystąpił na Krajowym Festiwalu Piosenki Polskiej w Opolu. Pierwszego dnia, w ramach koncertu Przeboje – Opole '84 wykonał utwory „Andzia i ja” i „Na to nie ma ceny”, drugiego „Debiut” i „To tylko pech”. Występy były transmitowane na żywo przez Telewizję Polską. 27 lipca w ramach festiwalu Rock nad Bałtykiem, w kołobrzeskim Amfiteatrze miał miejsce recital zespołu oparty na materiale z dwóch płyt studyjnych grupy.

### Zmiany personalne w latach 80. XX w. (1985–1989)

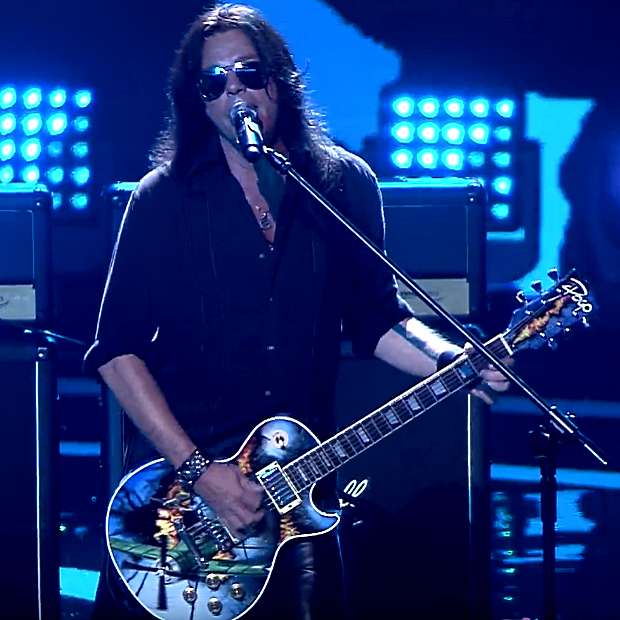
Wojciech Łuczaj-Pogorzelski

W 1985, w czasie największej popularności zespołu, Jaryczewski opuścił grupę z powodów zdrowotnych. Nieleczona choroba gardła spowodowała paraliż strun głosowych muzyka. Wojciech Łuczaj-Pogorzelski jako jedyny członek pierwszego oryginalnego składu rozpoczął poszukiwania nowego wokalisty. Jednym z kandydatów na nowego wokalistę był Zbigniew Bieniak. Ostatecznie zespół rozpoczął współpracę z Robertem Janowskim mającym za sobą występy w pop-rockowej grupie Zoo. Do zespołu dołączył również nowy perkusista – Wiesław Gola. W tym składzie zespół nagrał singiel z utworami „Opóźniony do Edynu” i „Koniec”. Wystąpił m.in. na Rock Arenie w Poznaniu (gdzie zagrał premierowo utwór „Schizol”) i wrocławskiej Hali Gwardii. Po zaledwie jednej trasie koncertowej, Janowski opuścił grupę.
W 1986 po spadku popularności zespołu, ze składu odeszli Ciempiel i Zawadka. Nowym wokalistą został rozważany wcześniej Zbigniew Bieniak. Do zespołu dołączył też basista Robert Jaszewski. W tym okresie zespół ponownie funkcjonował jako kwartet. W prasie zapowiedział powrót Krzysztofa Jaryczewskiego jako drugiego gitarzysty, jednak ten ostatecznie nie powrócił do zespołu. Odbył z grupą jedynie sesję zdjęciową przy pomniku Mikołaja Kopernika na Krakowskim Przedmieściu, z której jedno ze zdjęć trafiło do magazynu Na Przełaj. Wiosną 1986 zespół zadebiutował w czteroosobowym składzie w warszawskim klubie „Riviera Remont”. 25 października 1986 wystąpił na scenie Akademickiego Centrum Kultury UMCS "Chatka Żaka" w Lublinie. Następnie, do muzyków dołączył gitarzysta Marcin Otrębski.  
Jesienią 1986 zespół opuścił Wiesław Gola. Zastąpił go perkusista Jacek Kaczmarek. Zespół wystąpił jako bohater jednego z odcinków Leksykonu Polskiej Muzyki Rozrywkowej emitowanego przez Telewizję Polską. Nagrał materiał na płytę, która finalnie nie została wydana ze względu na błędy realizacyjne. Na album przygotował kilkanaście utworów, w tym m.in. – „Domy schadzek”, „Zrób coś” (pierwsza wersja utworu „I co dalej?”), „Okop”, „Co na to ludzie”. Dwa ostatnie z nich trafiły na antenę Radiowej Trójki.  
W 1988 grupa wystąpiła w ramach koncertu charytatywnego Con Amore, z którego dochód został przeznaczony na leczenie Krzysztofa Jaryczewskiego. Z zespołem po raz pierwszy wystąpił Artur Affek zastępując Marcina Otrębskiego, który przeszedł do Obywatela G.C.. Grupa po raz pierwszy na żywo wykorzystała instrumenty klawiszowe (Roland D50) na których zagrał Bartłomiej Piasecki. W tym samym roku Zbigniew Bieniak odszedł z zespołu, a Pogorzelski rozpoczął poszukiwania kolejnego wokalisty. 
W lutym 1989 redakcja czasopisma Magazyn Muzyczny potwierdziła odejście z zespołu Zbigniewa Bieniaka. W kwietniu 1989 oficjalnie rolę wokalisty przejął Jarosław Wajk. Zespół zagrał z nim trasę po ZSRR i wystąpił m.in. w warszawskiej Hali Gwardii. Nagrał dwa utwory w studio S4 – „Stół” i „Skandal”. W tym samym roku Pogorzelski zawiesił działalność zespołu. Utworzył nowy projekt muzyczny o nazwie A YA GORE i wyjechał do Mediolanu na zaproszenie wytwórni EMI. 

### Reaktywacja i dalsza działalność (1992–2015)
W 1992 Pogorzelski wrócił do kraju, aby dograć materiał na płytę A YA GORE. Jego tymczasowy pobyt w Polsce, zbiegł się z propozycją zagrania dwóch koncertów z repertuarem Oddziału Zamkniętego w ramach otwarcia warszawskiego klubu muzycznego Fugazi. 21 i 22 marca zespół w składzie: Wojciech Łuczaj-Pogorzelski (gitara prowadząca), Jarosław Wajk (śpiew), Jarosław Szlagowski (perkusja), Krzysztof Zawadka (gitara rytmiczna), Marcin Ciempiel (gitara basowa) zaistniał ponownie na scenie jako Oddział Zamknięty. Na skutek pozytywnego przyjęcia kapeli przez publiczność po kilku latach przerwy, grupa oficjalnie reaktywowała się na stałe. Wówczas nastąpiła tylko jedna zmiana personalna, Marcin Ciempiel został zastąpiony przez basistę Tomasza Jaworskiego. W 1993 do sprzedaży trafił pierwszy koncertowy album zespołu – Z miłości do rock and rolla, a następnie płyta studyjna z premierowym materiałem – Terapia, na której m.in. znalazła się ballada „Gdyby nie Ty” (utwór stał się hitem dopiero w wersji akustycznej w 1995 roku). Do nagrania albumu Terapia zespół zaprosił gitarzystę Artura Affka (występującego wcześniej z zespołem w latach 1988–1989), jednak ostatecznie w nagraniu płyty gościnnie wziął udział gitarzysta Marek „Zefir” Wójcicki wykonując większość partii gitar solowych. Album był promowany trzema singlami: „Sama”, „Uszy” i „Rzeka”. Wszystkie trzy doczekały się teledysków z udziałem członków zespołu. 
W latach 90. zespół wziął udział w wielu imprezach charytatywnych, przeznaczając większość honorariów na cele dobroczynne – Koncert na Rzecz Dzieci Nosicieli Wirusa HiV na stadionie X-lecia w Warszawie, Rock Dzieciom w Częstochowie, Rock Na Pomoc w Bydgoszczy oraz w Krakowie w finale Wielkiej Orkiestry Świątecznej Pomocy. 
Na przełomie 1993/4 roku nastąpiła kolejna zmiana basisty, do zespołu dołączył Waldemar Kuleczka (ex Person, Papa Dance).
W 1995 zespół wydał płytę Bezsenność, następnie wyjechał do Stanów Zjednoczonych. Powrót grupy do Polski zbiegł się z odejściem Wajka oraz Kuleczki. Na skutek tego wydarzenia, miejsce frontmana w zespole objął wokalista o charakterystycznym mocnym rockowym głosie – Krzysztof Wałecki, z którym została nagrana Parszywa 13. W trakcie sesji nagraniowej do nowego albumu grupę opuścił Jarosław Szlagowski, a zastąpił go perkusista Marek Surzyn, który pomógł zespołowi sfinalizować pracę nad płytą. Miejsce Kuleczki zajął basista Aleksander Żyłowski zastąpiony w 1997 roku przez Marcina Ciempiela, który zdecydował się powrócić do zespołu. Po kolejnych roszadach wykrystalizował się nowy skład: Wojciech Łuczaj-Pogorzelski (gitara prowadząca), Krzysztof Wałecki (śpiew), Marcin Ciempiel (gitara basowa), Dariusz „Wodzu” Henczel (perkusja), Piotr Ożerski (gitara rytmiczna). W sierpniu 1998 grupa wystąpiła w ramach IV Przystanku Woodstock pod hasłem „Stop narkotykom, stop przemocy”.

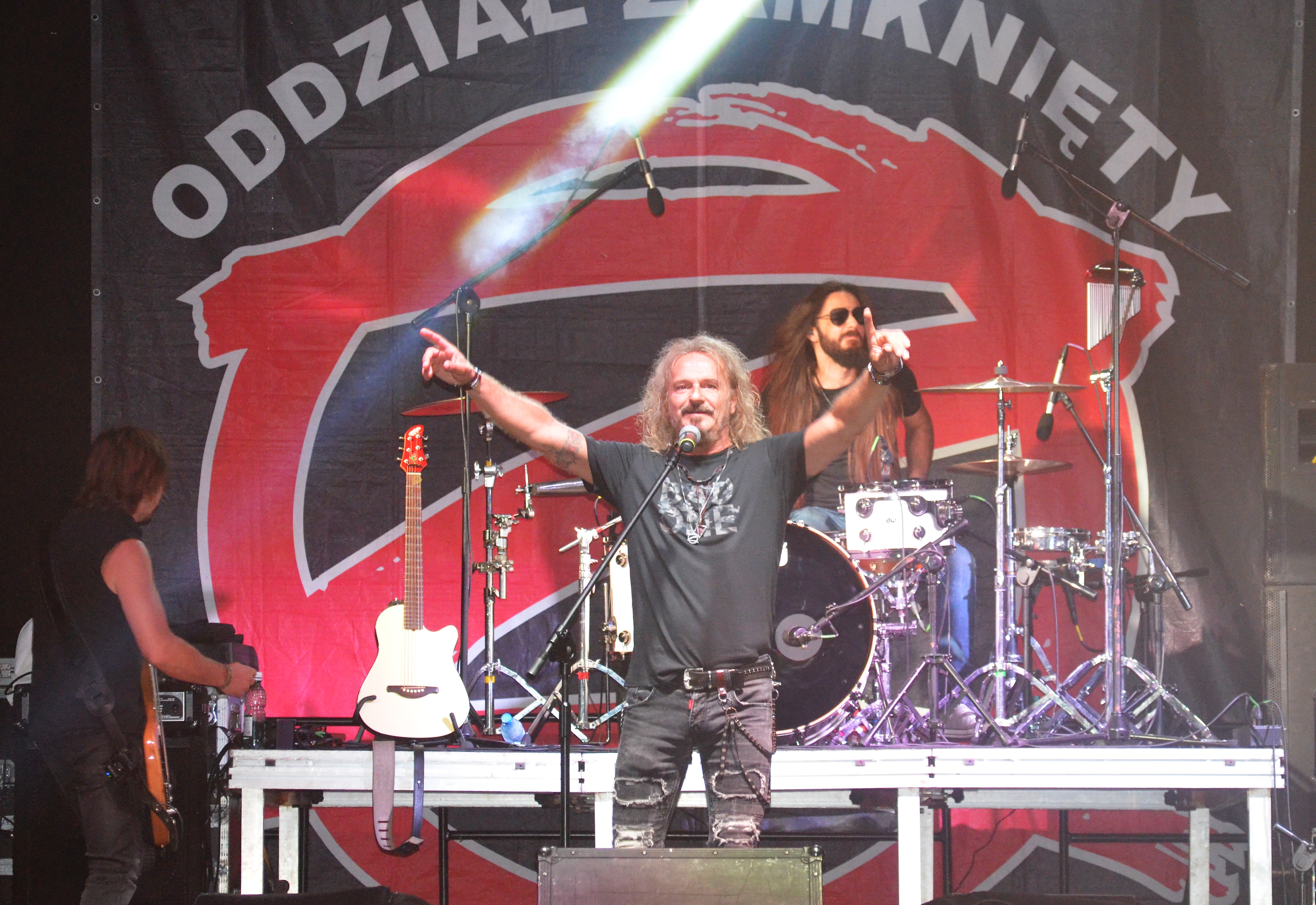
Krzysztof Wałecki

W 1999 do zespołu dołączyła basistka Elizabeth Jasiak. Oddział Zamknięty obchodził 20-lecie istnienia, które uczcił koncertem w Operze Leśnej w Sopocie, gdzie wśród zaproszonych gości pojawił się Krzysztof Jaryczewski wykonując kilka największych hitów z lat 80. Publiczność na stojąco odśpiewała Jaremu „Sto lat”. Materiał z tego wydarzenia został w całości zarejestrowany, jednakże nie ujrzał światła dziennego na żadnym z wydawnictw zespołu.
W 2000 Krzysztof Wałecki opuścił zespół. Na krótko zastąpił go Artur Gadowski. Wraz z Oddziałem wystąpił m.in. w programie telewizyjnym Szansa na sukces. Po niespełna kilku koncertach odszedł z zespołu i wydał solową płytę pt. G.A.D. Rok później, w 2001 jego rolę przejął Marcin Czyżewski. Pojawił się także nowy basista – Paweł Mąciwoda.
18 czerwca 2001 miała miejsce premiera singla „Świat jest dla Ciebie” zapowiadającego nowy album zespołu. Utwór w ciągu tygodnia wylądował na pierwszym miejscu listy przebojów Radia Plus. Drugim singlem zapowiadającym płytę był „Nie mów nie" wydany 9 listopada. 5 grudnia do sklepów trafił album Co na to ludzie. Na album złożyło się 14 utworów, z czego część pochodziła z repertuaru poprzednich składów zespołu, lecz nie trafiła przedtem na żadną płytę studyjną. Płyta została zarejestrowana w składzie: Pogorzelski / Czyżewski / Mąciwoda / Rząd / Korzeniowski / Henczel z gościnnym udziałem Tomasza Spodyniuka, Kamila Kuźnika i Artura Gadowskiego.
W 2003 miejsce Czyżewskiego zajął Cezary Zybała-Strzelecki, zaś miejsce Mąciwody, który przeszedł do zespołu Scorpions – Grzegorz „Ornette” Stępień. Powrócił też Krzysztof Zawadka. W 2004 zespół wypuścił pierwszy utwór nagrany w nowym składzie pt. „Niekochane”. Następnie zarejestrował w studiu nowe wersje starych przebojów, które umieścił na mini-albumie Party, Andzia i ja, Inne... wydanym w 2005. W kolejnym, 2006 roku grupa wzięła udział w nagraniu mini-albumu Jest taki dom obok wykonawców takich jak: Perfect, Paweł Kukiz, Muniek Staszczyk, Wanda Kwietniewska, Sebastian Riedel i Projekt Dom Muzyki. W tym samym roku zespół został zaproszony do występu przed Guns N' Roses, podczas ich pierwszego koncertu w Polsce, na stadionie Legii w Warszawie. W 2007 nastąpiła zmiana gitarzysty w składzie zespołu. Zawadka zajął się innym projektem muzycznym, a jego miejsce zajął gitarzysta grający na płycie Parszywa 13 – Piotr Ożerski. Grupa nagrała album koncertowy pt. Koncert w Stodole wydany w formacie płyt CD i DVD. W maju 2008 wystąpiła jako support Scorpions na koncercie w Ostrowie Wielkopolskim. 

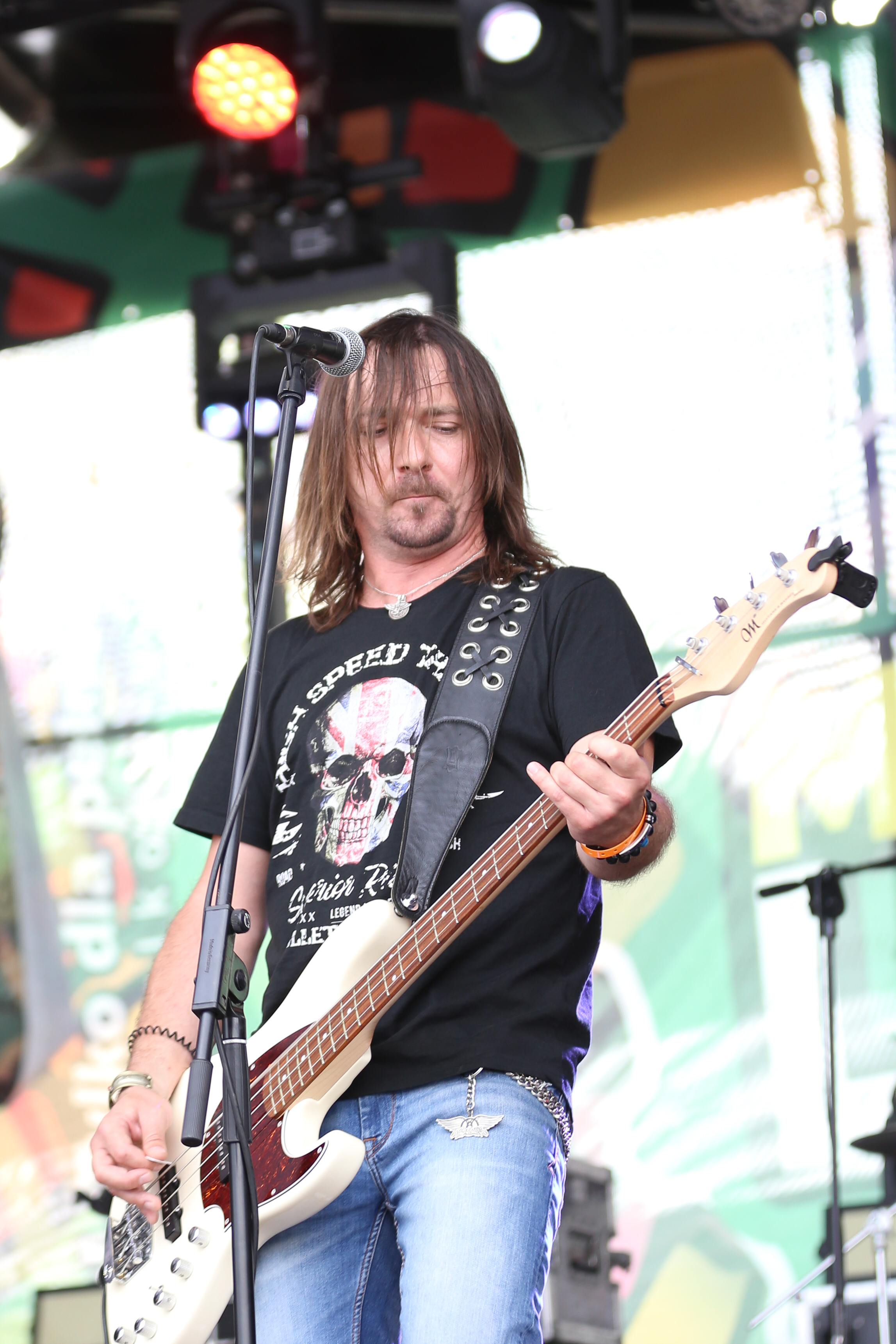
Grzegorz „Ornette” Stępień

Jesienią 2009 zespół obchodził trzydziestolecie istnienia, które uczcił występem na festiwalu w Węgorzewie. Z zespołem gościnnie wystąpili: Krzysztof Jaryczewski, Robert Janowski, Marek Piekarczyk i Andrzej Nowak.
7 listopada 2012 na antenie Antyradia miała miejsce premiera singla „Wisienki”. Do utworu również zrealizowano teledysk. 31 grudnia 2012 zespół zagrał w ramach koncertu Sylwestrowa Moc Przebojów, gdzie wykonał cztery utwory: „Andzia i Ja”, „Obudź się”, „Party”, „Ten wasz świat".
W 2014 zespół wyruszył w trasę 35-lecia swojej działalności. Na scenie z zespołem występowali również m.in. Jarosław Wajk, Krzysztof Wałecki, Marcin Czyżewski, Krzysztof Zawadka i Włodzimierz Kania.
W marcu 2015 w roli wokalisty zespołu powrócił ponownie Jarosław Wajk. Ponadto pojawiło się dwóch nowych perkusistów – Maciej „Magic” Kudła i Kuba Majerczyk. Zastąpili oni tym samym „Wodza”. Na miejscu Piotra Ożerskiego pojawiła się Anna Jęczarek. W maju 2015 zespół rozpoczął trasę koncertową w nowym składzie. Zagrał m.in. na gdańskich juwenaliach oraz reaktywowanym festiwalu Rock Opole. Od września 2015 jedynym perkusistą w składzie zespołu jest Maciej „Magic” Kudła. 5 listopada 2015 po niespełna ośmiu miesiącach gry, z zespołu odeszła Anna Jęczarek, a 7 listopada 2015 Jarosław Wajk.

### Czasy najnowsze (po 2016)
W 2016 do roli wokalisty powrócił Krzysztof Wałecki. Do zespołu dołączył również nowy gitarzysta – Paweł Oziabło. 19 czerwca zespół w składzie Pogorzelski / Wałecki / Stępień / Kudła / Oziabło wystąpił w ramach koncertu pod hasłem Radomski Czerwiec Wolności.  

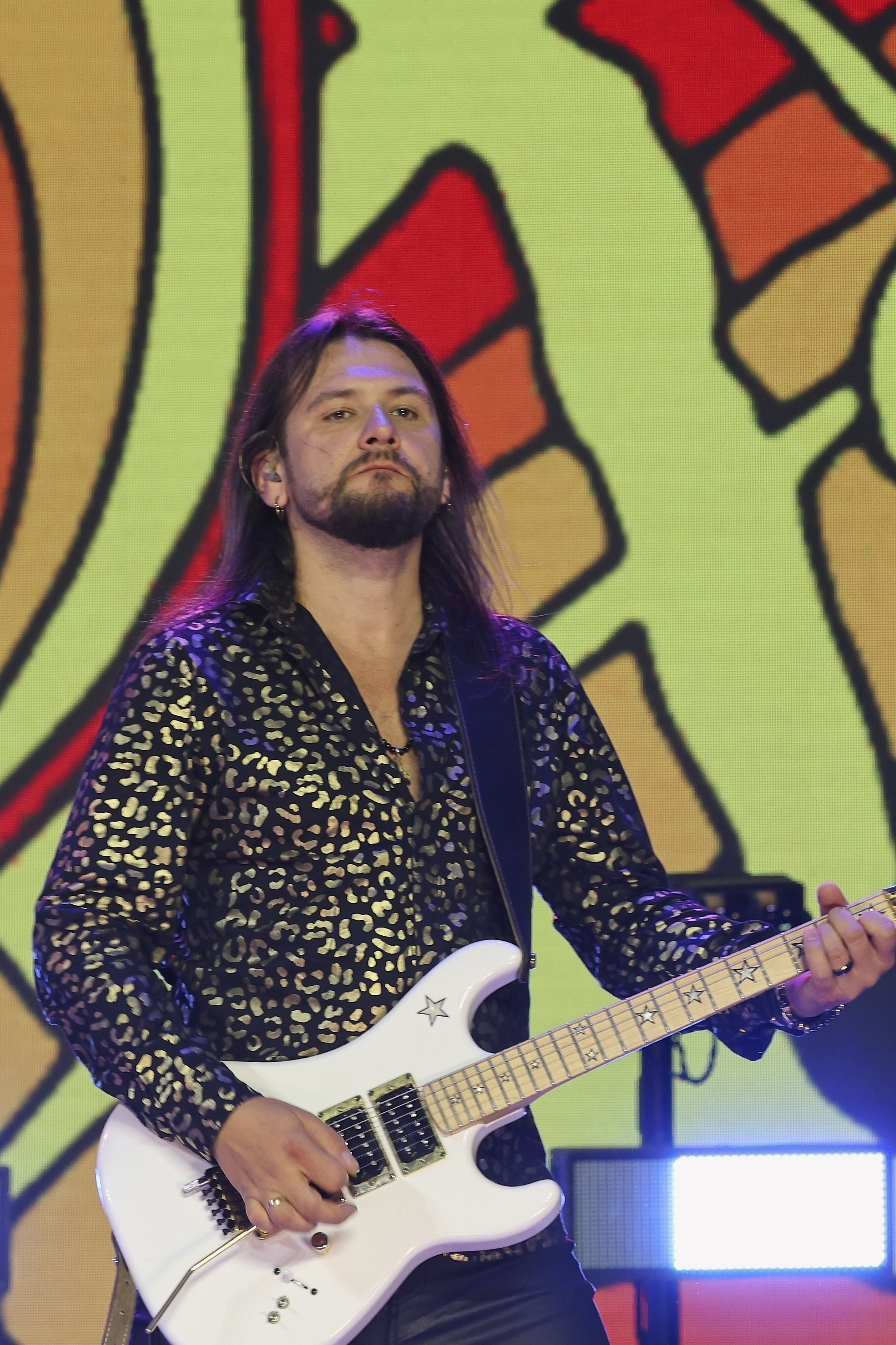
Paweł Oziabło

W 2017 zagrał na scenie Przystanku Woodstock, gdzie oprócz starych przebojów zaprezentował nowe utwory – „Ściana”, „Ja wiem” i „Kiedy pada” zwiastujące nowy album studyjny. W trakcie występu doszło również do zaręczyn jednego z fanów zespołu na scenie. Tego samego roku, utwór „Obudź się” zadebiutował w 10. notowaniu Polskiego Topu Wszech czasów Radiowej Trójki na 57. miejscu. 
31 sierpnia 2018 zespół zagrał w Warszawie w ramach koncertu Wola Porozumienia '80, gdzie uczcił Jubileusz 40-lecia Pracy Artystycznej swojego lidera – Wojciecha Łuczaj-Pogorzelskiego.
27 lutego 2019 zespół dał występ w ramach akcji Artyści Przeciw Nienawiści wykonując utwór „Ściana”. Pod koniec pierwszej połowy 2019, wyruszył w trasę 40-lecia istnienia. 4 czerwca wziął udział w koncercie Polskę Kocham. 30 lat wolności wykonując utwór „Ten wasz świat”.
W 2020 roku na skutek pandemii COVID-19 zespół zagrał tylko jeden koncert, miał on miejsce 18 lipca 2020. Grupa wystąpiła w ostródzkim amfiteatrze przed zespołem Kombi Łosowski. W tym samym roku zespół opuścił basista Grzegorz Stępień decydując się na karierę solową. Od tamtej pory grupa funkcjonowała jako kwartet, a na koncertach wspierana była przez grających gościnnie basistów.
17 sierpnia 2021 grupa wystąpiła w ramach sopockiego festiwalu Top of the Top Festival wykonując przeboje „Ten wasz świat” i „Party” w pierwszej części koncertu zatytułowanej #ForeverYoung. W trakcie drugiej pt. #ILoveSopot, wykonał premierowy utwór pt. „Jestem” (gościnnie z Maciejem Kraszewskim). Piosenkę tę zadedykował księdzu Janowi Kaczkowskiemu, zmarłego na glejaka mózgu w 2016 roku.
10 listopada 2021 ukazała się biografia zespołu autorstwa Michała Grześka pt. Oddział Zamknięty. Napiętnowani marzeniami (wyd. SQN).
W 2023 Wojciech Łuczaj-Pogorzelski i Krzysztof Jaryczewski (jako Oddział Zamknięty) wzięli udział w nagraniu wideoklipu do nowej wersji utworu „Party” zremiksowanej przez producenta Claysteera i rapera Popka.
1 czerwca 2024 zespół wystąpił podczas 61. KFPP w Opolu w ramach koncertu SuperJedynki.
W 2025 do zespołu powrócił basista Grzegorz „Ornette” Stępień.

## Geneza nazwy
W książce biograficznej zespołu pt. Oddział Zamknięty. Napiętnowani marzeniami, pierwsi członkowie grupy – Krzysztof Jaryczewski, Wojciech Łuczaj-Pogorzelski, Paweł Mścisławski i Jarosław Szlagowski podają rozbieżne wersje związane z okolicznościami powstania nazwy zespołu. Według Jaryczewskiego została nadana zespołowi ze względu na fascynacje muzyka „odmiennymi stanami świadomości”. Pogorzelski i Mścisławski podają wersję, według której miałaby zostać zaczerpnięta z napisów na ścianie w kawalerce będącej pierwotnym miejscem prób zespołu. Jeszcze inną wersję podaje Szlagowski twierdząc, że wymyślił ją podczas słuchania utworu „Surrender” zespołu Cheep Trick, a inspiracje wziął ze zwrotu padającego w refrenie „They just seem a little weird. [...] surrender, but don't give yourself away”. Najczęściej przyjmuje się, że nazwa zespołu pochodzi od rodzaju oddziału w szpitalu psychiatrycznym, do którego trafił Krzysztof Jaryczewski w celu uniknięcia zasadniczej służby wojskowej, w którym przebywał od wczesnej jesieni do listopada 1981.

## Spór o znak towarowy
10 listopada 2016 roku Krzysztof Jaryczewski zgłosił do urzędu patentowego RP wnioski o rejestrację znaków towarowych: Oddział Zamknięty i Jary Oddział Zamknięty (w formie znaków słownych i słowno-graficznych). Wnioski ujawniono 28 listopada 2016. Artysta podczas jednego z wywiadów wyznał, że grupę Jary Oddział Zamknięty (założoną w 2013 roku jako Jaryczewski OZ, a następnie funkcjonującą jako Jary OZ) traktuje jako kontynuację „pierwszego Oddziału Zamkniętego”, ponieważ w zespole są dwaj muzycy dawnego składu, co jest wystarczającym powodem, aby grać pod taką nazwą. W rozmowie tej muzyk wykluczył możliwość zejścia się z oryginalnym Oddziałem Zamkniętym. Grupa Jary Oddział Zamknięty koncertuje w składzie: Krzysztof Jaryczewski (śpiew, gitary, harmonijka ustna), Zbigniew Bieniak (śpiew, chórki, instrumenty perkusyjne), Andrzej Potęga (gitara basowa, chórki), Michał Biernacki (perkusja) i Dominik Swat (gitara). Od tamtego momentu przed sądem toczy się sprawa o uznanie praw do znaku towarowego Oddział Zamknięty i autorstwa niektórych przebojów zespołu.

## Muzycy

### Obecny skład
- Wojciech Łuczaj-Pogorzelski – gitara, wokal wspierający (od 1979)
- Krzysztof Wałecki – śpiew, gitara akustyczna (1995–2000, od 2016)[56]
- Grzegorz „Ornette” Stępień – gitara basowa, śpiew, chórki (2002–2020, od 2025)[99][88]
- Maciej „Magic” Kudła – perkusja (od 2015)
- Paweł „Gunsess” Oziabło – gitara, wokal wspierający (od 2016)

### Byli członkowie

#### Wokal
- Krzysztof „Jary” Jaryczewski – śpiew (1979–1981, 1981–1985), gitara (1979–1981)
- Robert Janowski – śpiew (1985–1986)
- Zbigniew Bieniak – śpiew (1986–1989)
- Jarosław Wajk – śpiew (1989[45], 1992–1996, 2015[77])
- Artur Gadowski – śpiew (2000[57])
- Marcin Czyżewski – śpiew (2001–2003[100])
- Cezary Zybała-Strzelecki – śpiew (2003–2015)

#### Gitara
- Jacek Tomaszewski – gitara (1981)
- Cezary Bierzniewski – gitara (1981)[potrzebny przypis]
- Włodzimierz Kania – gitara (1982–1984)
- Krzysztof Zawadka – gitara (1984–1987, 1992–1996, 2003–2007)
- Marcin „Samba” Otrębski – gitara (1986–1988)
- Mirosław „Bora” Borkowski – gitara (1988)[potrzebny przypis]
- Artur Affek – gitara (1988–1989)
- Robert Piotr Ożerski – gitara (1996–2000, 2002, 2007–2015)
- Tomasz „Orzeł” Rząd – gitara (2000–2002)
- Anna Jęczarek – gitara (2015[77])

#### Gitara basowa
- Paweł „Kapiszon” Mścisławski – gitara basowa (1979–1982)
- Zbigniew Wypych – gitara basowa (1982–1983)
- Marcin Ciempiel – gitara basowa (1983–1987, 1992, 1997–1999)
- Robert Jaszewski – gitara basowa (1986–1989)
- Tomasz „Kciuk” Jaworski – gitara basowa (1992–1993)
- Waldemar Kuleczka – gitara basowa (1993/4–1996)
- Aleksander Żyłowski (zmarły[101]) – gitara basowa (1996–1997, 2000[57])
- Elizabeth „Liz” Jasiak (zmarła[102]) – gitara basowa (1999–2000)
- Paweł Mąciwoda – gitara basowa (2000–2002)

#### Perkusja
- Jarosław „Szlaga” Szlagowski – perkusja (1979–1982, 1992–1997)
- Artur Szewczyk – perkusja (1981)
- Robert Szambelan – perkusja (1982)
- Michał Coganianu – perkusja (1982–1985)
- Wiesław Jacek Gola (zmarły[103]) – perkusja (1985–1986[37])
- Jacek Kaczmarek – perkusja (1986–1989[38])
- Marek Surzyn – perkusja (1997[53])
- Dariusz „Wodzu” Henczel – perkusja (1997–2015[77])
- Amadeusz „Kuba” Majerczyk – perkusja (2015[77])

#### Instrumenty klawiszowe
- Bartłomiej Piasecki – instrumenty klawiszowe (1988–1989)
- Krzysztof Baranowicz – instrumenty klawiszowe (1999)
- Michał Stawarski – instrumenty klawiszowe (1997–2000)
- Jacek Korzeniowski – instrumenty klawiszowe (2001)

## Dyskografia

### Albumy studyjne
| Rok  | Tytuł | Certyfikat             |
| ---- | --- | ---------------------- |
| 1983 | Oddział Zamknięty - Wydawca: Polskie Nagrania Muza - Nośniki: MC (1983), LP (1984), CD (1991), SACD (2025) | - POL: platynowa płyta |
| 1984 | Reda By Night - Wydawca: Sonus (MC), Polton (LP) - Nośniki: MC (1984), LP (1985), CD (1992)                |                        |
| 1993 | Terapia - Wydawca: Schubert Music - Nośniki: MC (1993), CD (1994)                                          |                        |
| 1995 | Bezsenność - Wydawca: Ania Box Music - Nośniki: MC (1995), CD (1995)                                       |                        |
| 1997 | Parszywa 13 - Wydawca: ZPR Records - Nośniki: MC (1997), CD (1997)                                         |                        |
| 2001 | Co na to ludzie - Wydawca: Infos - Nośniki: CD (2001)                                                      |                        |

### Albumy koncertowe
| Rok  | Tytuł                                                                                   | Certyfikat |
| ---- | --------------------------------------------------------------------------------------- | ---------- |
| 1993 | Z miłości do rock and rolla - Wydawca: Intersonus - Nośniki: MC (1993), CD (1993)       |            |
| 2007 | Koncert w Stodole - Wydawca: Metal Mind Productions - Nośniki: CD+DVD (2007), CD (2009) |            |

### Albumy kompilacyjne
| Rok  | Tytuł                                                 | Uwagi                                 | Certyfikat         |
| ---- | ----------------------------------------------------- | ------------------------------------- | ------------------ |
| 1994 | Greatest Hits - Wydawca: Sonic                        |                                       | - POL: złota płyta |
| 1996 | Ballady - Wydawca: PH Kopalnia                        |                                       |                    |
| 1998 | Gold - Wydawca: Koch International                    |                                       |                    |
| 2005 | Party, Andzia i ja, Inne... - Wydawca: Media Way      | Zawiera nowe wersje starych przebojów |                    |
| 2007 | Gwiazdy polskiej muzyki lat 80. - Wydawca: TMM Polska |                                       |                    |
| 2010 | Oddział Zamknięty – Polski Rock - Wydawca: Agora SA   |                                       |                    |

### Inne
| Rok  | Tytuł                                                                 | Uwagi                                          |
| ---- | --------------------------------------------------------------------- | ---------------------------------------------- |
| 1994 | Przeboje Polskiego Rocka – Agnieszka - Wydawca: Ania Box Music        | W utworze: - „Anioły”                          |
| 1997 | Być wolnym - Wydawca: Tic Tac                                         | W utworze: - „Co dalej”                        |
| 2000 | To ja, złodziej (ścieżka dźwiękowa) - Wydawca: Music Box, Pomaton EMI | W utworach: - „Ludzie ulicy” - „Dzieci śmieci” |
| 2006 | Jest taki dom - Wydawca: SIzAN Dom Muzyki                             | W utworze: - „Nikt na świecie nie wie”         |
| 2014 | 25 x Wolność 1989-2014 - Wydawca: Agencja Artystyczna MTJ             | W utworze: - „Koniec”                          |

### Single i utwory notowane
| 1982                           | „Ten wasz świat”                                | 4      |
| 1983                           | „Z dnia na dzień” (inny tytuł – „Odmienić los”) | 3      |
| 1983                           | „Obudź się”                                     | 1      |
| 1983                           | „Andzia i ja / Jestem zły”                      | 16 / — |
| 1983                           | „Świat rad / Kto tu mierzy czas”                | 10 / 6 |
| 1984                           | „Na to nie ma ceny”                             | 2      |
| 1984                           | „Bobby X”                                       | 2      |
| 1984                           | „Debiut”                                        | 6      |
| 1984                           | „To tylko pech”                                 | 1      |
| 1984                           | „Pokusy”                                        | 1      |
| 1985                           | „Horror”                                        | 4      |
| 1985                           | „Koniec / Opóźniony do Edynu”                   | 8 / —  |
| 1993                           | „Anioły”                                        | 26     |
| 1994                           | „Uszy”                                          | —      |
| 1994                           | „Sama”                                          | 11     |
| 1994                           | „Rzeka”                                         | 12     |
| 1995                           | „Gdyby nie ty”                                  | 18     |
| 1995                           | „Nikt nie zauważy kiedy wyjdę / Drzewo”         | — / —  |
| 1997                           | „Szkoła naszym życiem jest / Nie jestem święty” | 49 / — |
| 2001                           | „Świat jest dla Ciebie”                         | —      |
| 2001                           | „Nie mów nie”                                   | —      |
| 2004                           | „Niekochane”                                    | —      |
| 2011                           | „Zapach i śmiech”                               | —      |
| 2012                           | „Wisienki”                                      | —      |
| 2023                           | „Party” (oraz Claysteer i Popek)                | —      |
| „—” pozycja nie była notowana. |                                                 |        |

## Publikacje
- Oddział Zamknięty. Napiętnowani marzeniami (Michał Grzesiek, wyd. SQN, 2021)[90]